# أمين بغداد

عمار موسى كاظم الأمين الحالي لمدينة بغداد

أمين العاصمة بغداد هو الرئيس الأعلى لأمانة بغداد مسؤول عن كافة الشؤون الإدارية والمالية والفنية المتعلقة بها ويقوم بأعماله وفقاً للقوانين والأنظمة المرعية. يتولى توجيه دوائر أمانة بغداد والتنسيق بينها والتخطيط لنشاطاتها وتصدر باسمه القرارات والبيانات والأوامر، ومسؤول عن نظافة المدينة وجمالها، وإقامة فعاليات أخرى منها الحفلات والمهرجانات السنوية، كانت لبغداد بلدية لها رئيس، ويكون هو نفسه متصرف المحافظة، حتى سنة 1923 حين أُلغي منصب رئيس بلدية بغداد، وانفك منصب رئاسة البلدية عن منصب المتصرفية، وصار لبغداد أمانة بدلاً من البلدية، وعُيُنّ صبيح نشأت أول أمين للعاصمة، وفي سنة 1987 ارتبط منصب أمين بغداد بمجلس الوزراء العراقي، وهو منصب اتحادي، وصاحب المنصب درجته وزير. ذكر هشام السهيل في يوم 19 كانون الثاني سنة 2019 عقب اجتماع عقده نواب بغداد، برئاسة النائب الأول لرئيس مجلس النواب، حسن الكعبي، أن أمين بغداد يجب أن يكون حصرا من العاصمة. واتفق النواب على منع تولي أي شخصية غير بغدادية لمنصب أمين العاصمة. قال هشام المدفعي "منصب أمين العاصمة من الوظائف الخطيرة في الدولة العراقية".

## أمناء بغداد
| أمينو العاصمة بغداد          |                                             | |      |
| الاسم                        | الزمان                                      | وصف | صورة |
| صبيح نشأت                    | 1923 إلى 14 أيلول 1924                      | |      |
| رشيد الخوجه                  | 15 أيلول 1924 إلى 30 حزيران 1925            | |      |
| نشأت السنوي                  | 23 تموز 1925 إلى 8 نيسان 1930               | |      |
| محمود صبحي الدفتري           | 9 نيسان 1930 إلى 5 أيلول 1931               | |      |
| أرشد العمري                  | 25 تشرين الثاني 1931إلى 23 تشرين الأول 1933 | |      |
| أرشد العمري                  | 12 تشرين الثاني 1936 – 4 حزيران 1944        | |      |
| حسام الدين جمعة              | 11 تشرين الثاني 1944 إلى 31 أيار 1946       | |      |
| فائق شاكر                    | 26 أيلول 1946 إلى 17 آذار 1948              | |      |
| عبد الهادي الباجه جي         | 18 آذار 1949 إلى 9 أيلول 1949               | |      |
| مظفر أحمد                    | 10 أيلول 1949 إلى 30 أيلول 1951             | |      |
| عبد الله القصاب              | 1 تشرين الأول 1951 إلى 1 نيسان 1953         | |      |
| فخري الطبقجلي                | 1 نيسان 1953 إلى 29 نيسان 1954              | |      |
| فخري الفخري                  | 10 حزيران 1954 إلى 16 تموز 1958             | |      |
| عبد المجيد حسن               | 27 تموز 1958 إلى 1963                       | وُلد في مدينة الحلّة سنة 1912، ضابط عقيد مسؤول هندسة عسكرية، تخرج في الكلية العسكرية سنة 1934، ومن مهامه العسكرية أنه كان آمراً لهندسة القيادة العسكرية العراقية في حركات فلسطين سنة 1948. |      |
| إسماعيل الفياض               | 29 حزيران 1964 إلى 9 حزيران 1965            | |      |
| إسماعيل مصطفى                | 1963 إلى 1964                               | |      |
| إسماعيل مصطفى                | 1965 إلى 1965                               | |      |
| مدحت الحاج سري               | 1966 إلى 1968                               | |      |
| إبراهيم محمد إسماعيل         | 1968 إلى 1978                               | |      |
| سمير محمد عبد الوهاب الشيخلي | 25 كانون الأول 1978 إلى 30 حزيران 1982      | |      |
| عبد الحسين الشيخ علي         | 1 تموز 1982 إلى 9 كاون الثاني 1983          | مهندس، من أهل كربلاء من أسرة أبي طحين، بدأ عهده في أوائل معركة القادسية الثانية حين انسحبت شركات كثيرة نفوراً من الحرب، قال سرور ميرزا إن عبد الحسين "ساهم في تطوير مدينة بغداد وادار مهمته باقتدار نتيجة هروب الشركات نتيجة السنين الاولى من الحرب العراقية الايرانية التكليف بمهام تطوير بغداد."، قال هشام المدفعي في كتابه (نحو عراق جديد سبعون عاما من البناء والاعمار) "قبل موعد الافتتاح لبرج الزوراء طلب سمير الشيخلي مني ومن رفعة ترشيح شخص ليكون وكيلا لأمانة العاصمة ، بعد نقل السيد خالد عبد المنعم رشيد الجنابي إلى وزارة الحكم المحلي . بقينا نحن الثلاثة نتمشى في حدائق الزوراء وفي أحد الممرات المفتوحة المؤدية إلى برج الزوراء لمدة نصف ساعة . رشحنا بعض الاسماء من المهندسين من ذوي الخبرة وتداولنا شخصياتهم . غير ان الشيخلي بيّن بانه يرغب في ترشيح شخص ينسجم في تفكيره معنا ، ويستمر بالروحية نفسها التي عملنا عليها لحد الان ، وان لا يغير من مناهج العمل الموضوعة يومئذ . وكان اسم عبد الحسين الشيخ علي من الأسماء المرشحة . وقد صدر امر تعيينه بعد فترة قصيرة وكيلا لأمين العاصمة."، وقال المدفعي "استمرت الاعمال خلال فترة بقاء عبد الحسين الشيخ علي امينا للعاصمة كما خططنا لها ، بل ساعدنا هو كثيرا على تذليل العديد من المشاكل التي واجهتنا بين فترة واخرى . وكان عليّ ان اشرح له تفاصيل الأعمال بصفته مهندسا استشاريا عمل في مكتب هشام منير ، وعمل لسنوات مديرا للمركز القومي للاستشارات الهندسية ، وله خبرة جيدة في ادارة الأعمال واستراتيجية الاتصالات مع المسؤولين الكبار في الدولة . غير أن علاقاته لم تكن جيدة مع رؤساء دوائر امانة العاصمة ، بل كانت متقلبة وغير مستقرة . من مسؤولي الأمانة الذين اختلفوا مع الشيخ علي وكيل الأمانة السيد كمال البصام ، اذ كان هذا مسؤولا حزبيا ويرغب احيانا بتوجيه بعض اعمال الامانة التي لها صلة بالمواطنين في بغداد ، لفائدة دوائر الحزب أو أعضاء الحزب ، مما لا يرق لأمين العاصمة . كان الشيخ علي يسرني ببعض الصعوبات التي يواجهها في عمله لكونه غير حزبي ، كما كان البصام يسرني هو الآخر ببعض ما يختلف به مع الامين . أدى الخلاف بينهما في احدى المرات إلى ان يستشير الأمين رئاسة الجمهورية بأمر استقالته من منصبه ، إلا أن الرئاسة أجابته بأنه لا يجوز لأي مسؤول في الدولة أن يستقيل من منصبه . ومن جهة أخرى كان البصام لا يتردد في بث الأقاويل ضد عبد الحسين الشيخ علي ، التي لا اعرفها ولا اعتقد بها . ظهر خلاف خفي من ناحية اخرى بين عبد الحسين الشيخ علي وسمير الشيخلي، إذ كان الأخير، وهو الذي رشح الشيخ علي لمنصب الأمين ، قد طلب قبل مغادرته امانة العاصمة ، ان يصدر قرار من مجلس الأمانة بتقديم هدية تكريمية للأمين السابق ، هي مزرعة على نهر دجلة مساحتها نحو عشرة دونمات بالقرب من جامعة بغداد ، تقديرا لخدماته لمدينة بغداد . الا ان الشيخ علي لم يكن راغبا في ذلك او متخوفاً منه ، وقال له انه كان بامكانه الحصول على مبتغاه عندما كان امينا للعاصمة . شعر الشيخلي بأن هذا الرفض نكران للجميل وقلة تقدير، وهكذا ساءت العلاقة بين الأمينين السابق واللاحق، استمرت العلاقة السيئة بين الاثنين، وأخذ عبد الحسين الشيخ علي يشعر بأن الأمور انقلبت ضده ، وخاصة بعد تأييد كمال البصام للشيخلي، ولم يستمر الأمر طويلا إذ صدر القرار بتنسيب سمير الشيخلي مشرفا على أعمال أمانة العاصمة ، مما يعني أن رئاسة الجمهورية غير راضية عن عمل الشيخ علي . في نهاية الصراع صدر مرسومٌ جمهوري بنقل عبد الحسين الشيخ علي إلى منصب وكيل وزير الحكم المحلي وهذا يبين بوضوح عدم رضى الرئيس عنه ، وفي الوقت نفسه صدر أمر رئاسة الجمهورية بتسجيل ملكية المزرعة المذكورة باسم سمير الشيخلي.". |      |
| سمير محمد عبد الوهاب الشيخلي | 10 كانون الثاني 1983 إلى 31 كاون الأول 1983 | |      |
| عبد الوهاب المفتي            | 1984 إلى 1986                               | |      |
| خالد عبد المنعم رشيد         | 17 حزيران 1986 إلى 1992                     | ذكر حسين حاتم الكرخي في كتابه (مجالس الأدب في بغداد) أن مدة أمانة خالد كانت من 17-6-1986 حتى 3-1-1993. |      |
| سهيل محمد صالح               | 1992 إلى 1993                               | |      |
| نوري فيصل الشاهر             | 1997 إلى 1998                               | |      |
| قاسم عواد جاسم               | 1998 إلى 1999                               | |      |
| عدنان عبد حمد                | 1999 إلى 2003                               | عدنان عبد حمد الدوري ضابط عراقي، وهو أمين سر قيادة حزب البعث في أربيل والمثنى، وآخر أمناء بغداد قبل الاحتلال الأمريكي للعراق سنة 2003، وفي حزيران سنة 2003، نشرت قواتُ الاحتلال الأمريكي اسمَ عدنان في قائمة ثانية للمطلوبين لها، وذكروا أنه قائد فيلق. |      |
| علاء محمود التميمي           | 23 نيسان 2004 إلى 2005                      | أول أمين لبغداد بعد الاحتلال الأمريكي للعراق سنة 2003، اُنتخب لمنصب أمانة بغداد، نشرَ كتاباً سمّاه (كنتُ أميناً على بغداد). |      |
| حسين الطحان                  | 2005 إلى 2005                               | |      |
| صابر العيساوي                | 2005 إلى 2012                               | |      |
| عبد الحسين المرشدي           | 2012 إلى 2013                               | |      |
| نعيم عبعوب                   | 2013 إلى 2015                               | |      |
| ذكرى علوش                    | 2015 إلى 2020                               | أول امرأة أصبحت أمينة لبغداد، في عهد حكومة حيدر العبادي. |      |
| منهل الحبوبي                 | 20 أيلول 2020. حتى 28 تشرين الأول 2020      | |      |
| علاء معن                     | 28 تشرين الأول عام 2020 حتى 13 أيار 2022    | |      |
| عمار موسى كاظم               | أيار 2022 إلى                               | |      |